# أديلايد من سافوي
أديلايد من سافوي أو أديلايد من موريين (الإيطالية:Adelaide di Savoia or Adelasia di Moriana؛ الفرنسية:Adélaïde or Adèle de Maurienne؛ 1092 - 18 نوفمبر 1154)، هي الزوجة الثانية لـ لويس السادس ملك فرنسا، هي ابنة هومبرت الثاني، كونت سافوي وجيزيلا دي بورغندي شقيقة البابا كاليستوس الثاني.

## زواجه الأول
أصبحت زوجة لويس السادس في 3 أغسطس 1114/13 في باريس، واستطعت إنجاب له ثمانية أبناء، وكان ابنهما الثاني لويس السابع ملك فرنسا، اعتبرت أديلايد من أكثر ملكات فرنسا تأثيراً في السياسة في القرون الوسطى، بحيث ظهر اسمها في 45 ميثاق ملكي في عهد زوجها الأول، وأيضا اشتهرت بنشاطها في الحياة الدينية بحيث استطعت هي وزوجها إنشاء دير سان بيير في مونمارتر في إحدى الضواحي الشمالية لباريس.

## الحياة في وقت لاحق
بعد وفاة لويس السادس لم تدخل أديلايد على الفور إلي الدير كما فعلن الملكات السابقات في العصور الوسطى، بل تزوجت من ماثيو الأول دي ممورنسي ومع ذلك ظلت نشيطة في البلاط الفرنسية وأيضا في أمور الدينية.
وأخيراً في 1153 قررت دخلوا دير مونمارتر التي أسسته مع ابنها لويس السابع، وتوفيت هناك في 18 نوفمبر 1154، ودفنت في مقبرة كنيسة سان بيير في مونمارتر، ولكن تم تدمير قبرها خلال الثورة.

## الأبناء
كان لديها ستة أبناء وابنة واحدة:-
- فيليب (1116 - 1131).
- لويس السابع ملك فرنسا (1120 - 18 نوفمبر 1180).
- هنري (1121 - 1175)؛ رئيس أساقفة رانس.
- هيو (حوالي. 1122).
- روبرت الأول، كونت درو (حوالي. 1123 - 11 أكتوبر 1188).
- كونستانس (1124 - 16 أغسطس 1176)؛ تزوجت أولا من يوستاس الرابع ثم تزوجت من ريموند الخامس، كونت تولوز.
- فيليب (1125 - 1161)، أسقف باريس.
- بيير الأول، لورد كورتيناي (1125 - 1183).